# تشارلز بي. ستون الثالث
تشارلز بي. ستون الثالث (بالإنجليزية: Charles B. Stone III)‏ هو ضابط أمريكي، ولد في 28 مارس 1904، وتوفي في 17 مايو 1992.